# Надзирачи (ТВ серија)
Надзирачи (енгл. Watchmen) је америчка суперхеројско-драмска ограничена серија базирана на истоименом графичком роману из 1986. издавача DC Comics, твораца Алана Мура и Дејва Гибонса. Серију је Дејмон Линделоф направио за HBO, који је такође радио као извршни продуцент и писац. Њене ансамблске улоге чине Реџина Кинг, Дон Џонсон, Тим Блејк Нелсон, Јахја Абдул-Матин , Ендру Хауард, Џејкоб Минг-Трент, Том Мисон, Сара Викерс, Дилан Скомбинг, Луј Госет Млађи и Џереми Ајронс, Џин Смарт и Хонг Чау који су се придружили улогама у каснијим епизодама.
Линделоф упоредио телевизијску серију са „ремиксом” оригиналне серије стрипова. Иако је серија технички наставак који се одвија 34 године након догађаја из стрипа у истој алтернативној стварности, Линделоф је желео да уведе нове ликове и сукобе који су створили нову причу у оквиру континуитета, серије Надзирачи, уместо да створи рибут. Серија се фокусира на догађаје око расистичког насиља у Талси, 2019. године. Бела супремацистичка група под називом Седма коњица подигла је оружје против Полиције Талсе због уочених расних неправди, због чега је полиција свој идентитет прикривала маскама како би спречила Седми коњић који их је гађао у својим домовима након „Беле ноћи”. Анџела Абар (Кинг), детективка позната као Сестра ноћи, истражује убиство свог пријатеља и шефа полиције Џуда Крофорда (Џонсон) и открива тајне у вези са ситуацијама око будности.
Серија, коју је HBO првобитно промовисао као драмску серију која је у току, премијерно је приказана 20. октобра 2019, пре него што је окончала своје емитовање од девет епизода 15. децембра. Линделоф је након прве сезоне напустио своју улогу шоуранера, наводећи да је завршио своју планирану причу. HBO је накнадно потврдио да не постоје даљи планови да се серија настави без Линделофа који се вратио у неком својству и рекласификовао је посао у ограничену серију са могућим будућим наставцима. Серија се у Србији емитовала од 21. октобра до 16. децембра 2019. на стриминг услузи HBO Go.
Серија Надзирачи је добила широко признање критичара за своје перформансе, писање, визуелне ефекте, партитуре и проширење изворног материјала, као и похвалу за истицање масакра у трци у Талси 1921. године, који је постао све дирљивији након протеста поводом смрти Џорџа Флојда 2020. године. Серија је добила неколико награда, укључујући 26 номинација за награду Еми за ударне термине и 11 освојених награда, укључујући награду за најбољу ограничену серију, награду за најбољу глумицу у ограниченој серији за Кингову и награду за најбољег споредног глумца у ограниченој серији за Абдула-Матина.

## Радња
Смештена у алтернативној историји у којој маскиране побуњенике сматрају отпадницима. Анџела Абар, која носи две маске; једну, главне детективке у полицији Талсе и другу, супруге и мајке троје деце. Уображени и остарели британски лорд Џад Крофорд је шеф полиције у Талси.

## Улоге
| Глумац            | Улога                     |
| ----------------- | ------------------------- |
| Реџина Кинг       | Анџела Абар / Сестра ноћи |
| Дон Џонсон        | Џуд Крофорд               |
| Тим Блејк Нелсон  | Вејд Тилман / Огледало    |
| Јахја Абдул-Матин | Калвин „Кал” Абар         |
| Ендру Хауард      | Црвени ожиљак             |
| Џејкоб Минг-Трент | Панда                     |
| Том Мисон         | г. Филипс                 |
| Сара Викерс       | гђа. Крукшенкс            |
| Дилан Скомбинг    | Кристофер „Топер” Абар    |
| Луј Госет Млађи   | Вил Ривс                  |
| Џереми Ајронс     | Адријан Вејдт             |
| Џин Смарт         | Лори Блејк                |
| Хонг Чау          | леди Трају                |